# 修道女フィデルマの洞察
『修道女フィデルマの洞察』（しゅうどうじょフィデルマのどうさつ、Hemlock at Vespers and Other Stories from Hemlock at Vespers）は、イングランドの推理作家ピーター・トレメインによるイギリスの推理小説の短編集。
イギリスで2000年に出版された「修道女フィデルマシリーズ」の短編15編が収録された短編集『Hemlock at Vespers』より、編集部と翻訳者が5編をセレクトし、著者の承諾を得て収録された日本オリジナルの短編集の第2弾。

## 収録作品

### 毒殺への誘い
（どくさつへのいざない）、Invitation to a Poisoning
ムスクレイガ族長領の長ネクトーンが宴を主催する。宴の目的は、ネクトーンがかつて悪事を行った人々に償いをするため。招待されていたのはフィデルマを含めて8名。
かつての非道を謝罪したいと丁寧に綴られた招待状を見て参加を決めたフィデルマだったが、席に案内され招待客が8人だと分かった時、「不吉な数字」だと感じた（アイルランドの古い迷信で8は不吉な数字）のはあながち間違いではなかった。主人であるネクトーンが一同に一通り非礼を詫びた後、乾杯の音頭を取り注がれた葡萄酒を飲み急死したのだ。フィデルマを含む招待客全員がネクトーンに憎しみを抱く理由を持っているという状況の中、フィデルマは犯人を探し始める。
ネクトーン
ムスクレイガの族長。かつて悪事を行った人々に謝罪するために宴を開く。
エッス
ネクトーンの最初の妻。不義密通の言いがかりを付けられ離縁された。
ダホー
ネクトーンとエッスの息子。族長の息子でありながら、両親の離縁により、得られるはずの権利を失った。
ダルガー
スリーヴ・ルアクラの族長。ネクトーンに指示された領民たちによって領地を荒らされ家畜を略奪された。かつてフィデルマに盗難事件の裁定を依頼したことがある。
クゥール
若い装飾工芸家。ネクトーンに妻を寝取られた。
マーボーン
ムスクレイガの戦士。族長位のターニシュタ（次期後継者）。10年前の集会で、ネクトーンの不正により族長に選ばれなかった。
ゲローク
ネクトーンのお抱え医師。ネクトーンに支払いを誤魔化されていた。
キーア
ネクトーンの召使い。
オルカーン
ネクトーンの友人。ムスクレイガ族長領の首席ブレホン（裁判官）。

### まどろみの中の殺人
（まどろみのなかのさつじん）、Murder in Repose
殺人容疑をかけられ、無実を主張する修道士・ファーガルの弁護をするため、面会に来たフィデルマ。
未だ古来の宗教を信じる山間部の人々にキリスト教を布教するためにキルデアの修道院から派遣されてきたファーガルはその日、布教活動で疲労困憊し、持病の喘息の薬を飲んだ後、ぐっすりと眠ってしまい、明朝コンガルに起こされるまで全く目が覚めなかったという。目覚めたファーガルの傍らにはコンガルの妹・バードブの死体が横たわり、そして自分の手と服には血が付いていた。フィデルマは圧倒的に不利な状況を打開できるのか。
ファーガル
布教のためにクノック・ゴラムの丘に来た美男の修道士。バードブの殺害容疑をかけられる。
バードブ
クノック・ゴラムの丘に住む若い娘。
コンガル
バードブの兄。
リミッド
バードブの恋人。
エルカ
ドゥイルド（アイルランド古来の宗教）を信奉する隠者。

### 名馬の死
（めいばのし）、The Horse that Died for Shame
毎年恒例の大祭の時期になり、共に催される競い馬競技に関心が集まる中、ラーハン王の愛馬・エインヴァー号に騎乗する予定だった騎手・イランが殺され、エインヴァー号も瀕死に陥る。
王に引き抜かれるまで、イランを騎手として雇っていたブレッサル司教が、彼を引き抜かれた後は王に連戦連敗だったことから、王はブレッサルの犯行だと直感し、逮捕を命じる。しかしながら、ブレッサルは司教という立場であるため、証拠もなく拘束を続けるわけにはいかない。王に求められたフィデルマは、関係者から順に話を聞いていき、現場を調べると、ブレッサル司教に不利な状況証拠が次々と見つかる。
ラズローン
ダロウ（アイルランド中央部の古い町）の修道院長。フィデルマのかつての師で、彼女にタラのモラン師の許で更に法律を学ぶよう勧めた。彼女がドーリィー及びアンルーの資格を取得した後はキルデアの修道院に所属することを勧めた。
ブレッサル
ラーハンの大司教。競走馬を2頭所有しており、熱烈な競馬愛好家。
フェイローン
ラーハン王国の王。陰鬱な印象を与える顔立ち。騎手イランをブレッサルの元から引き抜く。
ムルドナット
フェイローンの王妃。背の高い、官能的な美女。浮気をしていたことは公然の秘密だった。
エーナ
フェイローンの甥。ラーハン王国の王位のターニシュタ（次代王位継承者）。20代半ば。
ダゴーン
エーナの妻。
イラン
フェイローン王の馬の騎手。ブレッサル司教の馬の世話をしていたが、王に引き抜かれた。
エンガーラ
ブレッサル司教の馬の調教師。
モルカッド
ブレッサル司教の馬の騎手。
ケラック
馬専門の医師。
エブレン
聖ダーリーカ修道院の薬剤担当の修道女。イランの遺体を検分した。
シーローン
ブレッサル司教の護衛戦士。

### 奇蹟ゆえの死
（きせきゆえのし）、Murder by Miracle
人口わずか160人あまりの孤島で修道女が高さ300フィートの崖から転落死する。その地を治めるボー・アーラ（地方代官）は事故死を確信していたが、亡くなった修道女が大王の妹で、大司教の代理を務める女子修道院長という重要人物であるため、調査をするようフィデルマが派遣された。
遺体を検分した医師は、極めて中立な立場から見解を示し、彼女が銀の鎖の欠片を握り締めていたこと、うなじに掴まれたような圧迫痕があった点が気になったとフィデルマに伝えた。やがて彼女が、島にあると伝えられているアイルランド最初の司教・聖パラディウスの聖遺骨を求めて島を訪れたことが判明する。
フォガータック
ボー・アーラ（地方代官）。自尊心過多の若者。
ケヴニー
アード・マハの女子修道院長。大王の妹。
コークラン
医師。以前はロッホ・レイン小王国のオーガナハト家お抱えの医師だったが、妻の死後は隠遁生活を選択する。
コンガル
漁師。シャナヒー（島の歴史の伝承者）。
パトリック
島の神父。60年間島を出ていない。
アータガーン
アン・フースの司教。ケヴニーと聖遺骨について賭けをしていた。

### 晩祷の毒人参
（ばんとうのヘムロック）、Hemlock at Vespers
大王都タラへの旅から2週間ぶりに聖ブリジット修道院へ帰り、夕食の食前の祈りの最中に大聖堂へ滑り込んだフィデルマは、来客があげた苦悶の叫びを耳にする。
亡くなったのは、修道院に土地を貸しているイー・ファルギ小王国の小王コンガルの依頼でキルデアに金鉱脈を探索に来た、鉱山技師のシローン。死因は毒人参（ヘムロック）による中毒死だった。
修道院長イータの要請で事件の調査をすることになったフィデルマは、法が定める正義に法廷弁護士（ドーリィー）として従うべきか、一修道女として人間の正義に従うべきか苦悩することになる。
イータ
キルデアの聖ブリジット修道院の院長。
ポティガール
キルデアの聖ブリジット修道院の薬剤担当の修道女。
エフナ
修道院内部の一切の問題を取り仕切るバナティー（執事）。
シローン
キルマンタンから来た鉱山技師。
フォラマン
修道院の来客棟で男性宿泊者の世話をしたり、修道女には無理な仕事を手伝う男。
ティラハーン
イー・ファルギ小王のターニシュタ。